# Ла-Пас (Сантандер)
Ла-Пас (исп. La Paz) — город и муниципалитет в северо-восточной части Колумбии, на территории департамента Сантандер. Входит в состав провинции Велес.

## История
Поселение, из которого позднее вырос город, было основано 1 января 1793 года Рамоном Бланко Вьяной.

## Географическое положение

Муниципалитет Ла-Пас

Город расположен в южной части департамента, в горной местности Восточной Кордильеры, на расстоянии приблизительно 111 километров к юго-западу от города Букараманги, административного центра департамента. Абсолютная высота — 1905 метров над уровнем моря.
Муниципалитет Ла-Пас граничит на северо-востоке с территориями муниципалитетов Санта-Элена-дель-Опон и Эль-Гуакамайо, на востоке — с муниципалитетом Агуада, на юго-востоке — с муниципалитетом Сан-Бенито, на юго-западе — с муниципалитетом Чипата, на западе и северо-западе — с муниципалитетом Велес. Площадь муниципалитета составляет 270 км².

## Население
По данным Национального административного департамента статистики Колумбии, совокупная численность населения города и муниципалитета в 2015 году составляла 5152 человека.
Динамика численности населения муниципалитета по годам:
| 2005 | 2006 | 2007 | 2008 | 2009 | 2010 | 2011 | 2012 | 2013 | 2014 | 2015 |
| ---- | ---- | ---- | ---- | ---- | ---- | ---- | ---- | ---- | ---- | ---- |
| 5611 | 5562 | 5506 | 5469 | 5418 | 5376 | 5328 | 5287 | 5244 | 5202 | 5152 |

Согласно данным переписи 2005 года мужчины составляли 51,5 % от населения Ла-Паса, женщины — соответственно 48,5 %. В расовом отношении белые и метисы составляли 99,8 % от населения города; негры, мулаты и райсальцы — 0,1 %; индейцы — 0,1 %.
Уровень грамотности среди всего населения составлял 78,3 %.

## Экономика
Основу экономики Ла-Паса составляет сельское хозяйство.
60,3 % от общего числа городских и муниципальных предприятий составляют предприятия торговой сферы, 29,5 % — предприятия сферы обслуживания, 10,2 % — промышленные предприятия.